# エチオピア革命
エチオピア革命（エチオピアかくめい、アムハラ語: የኢትዮጵያ አብዮት; 1974年1月12日  -  9月12日）は、1974年にエチオピア帝国が打倒された革命。

## 背景

### ソロモン王朝の歴史
ソロモン家当主であったイクノ・アムラクはザグウェ王朝を倒し、アムハラ人国家ソロモン朝を「復活」させた（ザグウェ朝勃興前はソロモン家の血筋が国家運営を行っていた）。それから、アムダ・セヨン1世らによって帝国は周辺への拡大を達成し、アビシニアで大きな影響力を持つこととなる。しかし16世紀に突入するとオスマン・トルコ、ソマリ人国家、オロモ族といった敵対する国家や民族との抗争が激化した。その後、イスラム教徒との戦いも発生し、アビシニアは大混乱の事態に陥った。
一時的に動乱は終結したものの、17世紀後半から18世紀初頭にかけてオロモ族は再びエチオピア内で大きな権力を持ち始めた。18世紀、ベカファ皇帝は宮廷にオロモ族を雇うようになり、アムハラ人の皇族の中にはオロモ族と結婚する者もあらわれた。これによりイヤス2世の治世にはアムハラ人の影響力が大きく弱体化した。権力の崩壊により、1769年から1855年にかけてエチオピアはラス達の時代と呼ばれる戦乱の世に突入する。争いの中で、ソロモン朝は完全に消滅した。1855年にテオドロス2世が戦乱に勝利し、テオドロス朝が成立する。

### 近代化の失敗

#### 帝政と近代化
イスラエルの社会学者であるS・N・アイゼンシュタットは、帝政と近代化の関係についてこのように述べている。
言葉は悪いが、帝政というものは「前近代」と「近代」の政治体制の中間に位置する国家体制と考えている。
加えてエドモンド・J・ケラー（Edmond J. Keller）は、帝政と近代化についてこのように述べている。
そもそも、皇帝というのは帝国が持つ伝統を用いて国を治め、そして自身の権威もその伝統から成り立つものである。伝統の象徴が「皇帝」なのである。
後述するハイレ・セラシエ1世の近代化政策は皇帝や帝国の存在を形成する伝統と大きく衝突するため、革命との関係についても、上記のようなアイゼンシュタットやケラーの言葉から考えていきたい。

#### 近代化政策の沿革
20世紀半ばから後半にかけて、エチオピア帝国は中央集権化されていき、官僚制の帝国としての側面が強くなっていった。しかし、不安点もあった。官僚の担う仕事が細分化し管理できなくなるほか、税務や警備、司法といった権力が分散することである。すると、いずれ皇帝は大幅に弱体化し、国家の存亡にかかわる事態となる。そこで、皇帝は国家の中央集権化・一元化を目指した。だが、様々な組織を一元化し、皇帝の権威の絶対性を高めるためには経済力が必要となる。それ故にテオドロス2世からハイレ・セラシエ1世までの治世の100年余り、帝国は経済発展と経済の管理・規制の両方を行おうとしてきた。

##### テオドロス2世
エチオピア帝国において近代化はテオドロス2世の治世から行われようとしていた。結果としてうまくはいかなかったのだが、19世紀半ば頃にエチオピア帝国には近代的な官僚制が導入された。19世紀から20世紀にかけて続いた、官僚制を行ったこの帝政期をエドモンド・J・ケラーは「エチオピア官僚制帝国（Ethiopian Bureaucratic Empire）」としている。しかし、1860年のイギリス領事がエチオピア人に殺害された事件以降、急速に大英帝国との関係は悪化した。そして1867年からイギリスのアビシニア遠征が始まり、敗北しテオドロス2世はそのショックで自殺した。

##### ヨハンネス4世
1872年1月21日、ヨハンネス4世が皇帝として即位する。当時ヨハンネス4世は、自身を敵視し皇帝の座位を狙うサーレ・マリアム（後のメネリク2世）とは犬猿の仲であった。しかしヨハンネス4世はサーレ・マリアムを軍事的に抑えつけようとせず、外交を通じて臣下として服従させようとした。
近代化政策でも双方の違いが見える。サーレ・マリアムは官僚制を採用しながらも、官僚が長くポストに留まり権力を持つことを恐れたため、皇帝の中央集権体制を目指した。一方でヨハンネス4世は官僚制の効率性には一目おきながらも、政治的安定性のために皇帝が選んだ官僚による統治ではなく、その地方ですでに民衆の信頼を得ている人物にその土地の統治をさせた。対外戦争への対抗のため、テオドロス2世の官僚制政策から大転換したのである。そして、土地の支配者には皇帝に服従をさせることで反乱の可能性を抑えた。地方の有力者に支配を認めさせる見返りとして、地方の有力者は国家への忠心で対外戦争の時に応戦するという関係を築いたのである。
しかし、イタリア王国による植民地化政策の一環として行われたエリトリア戦争では、エチオピア帝国は敗北してしまう。

##### メネリク2世
1889年3月9日、メネリク2世が皇帝となる。皇帝は前述のようにテオドロス2世が行ったような近代化政策を実施した。近代化政策として、自国通貨の制定、教育施設や省庁といった機関の整備、ジブチから新首都アディスアベバまで通ずる鉄道の敷設、帝国初の電話・電信の確立などが挙げられる。そして、二度目となるイタリア王国のエチオピアに対する植民化戦争が勃発した。しかし、ロシア帝国やフランス第三共和政、さらには大英帝国から武器を輸入し、エチオピア軍は約65,000丁の自動小銃や機関銃、42門の大砲を含む200,000丁もの小銃を保有した。このような軍事の近代化によって、エチオピアはイタリア王国に勝利した。

##### ハイレ・セラシエ1世
ハイレ・セラシエ1世の治世、もはや帝国はアンシャン・レジームのような絶対王政体制は敷けなくなっていた。そこでエチオピア帝国はテオドロス2世の治世以上に、近代化政策を進めていくようになっていった。
1931年に憲法が制定され、立憲君主制国家となった。実際は皇帝が立法・司法・行政の絶対権を握り、民主政治とは程遠かったのだが、このような憲法の制定から、ハイレ・セラシエ1世が近代化を目指していることが見て取れる。憲法では建前であったとしても正義や平等、個人の権利の原則の他、行政の効率化と市民の権利保護などについて記していた。近代化政策の一環として省庁の設置なども進めた。省庁設置政策によって、19世紀に導入された官僚制は、全盛期を迎えることとなる。特に教育省によって行われる教育に皇帝は力を入れた。教育政策が進めば、帝国としての中央集権化、帝国内でアムハラ人の持つ力の拡大、強い地域的・民族的意識に関わる言語と文化の教育など、帝国にとって多くの利点があったからである。しかし、国民のニーズに見合うほど教育施設を増やすことができず、識字率の向上も失敗に終わった。近代化自体、政府がエチオピアが持つ根本的な問題に取り組まなかったことで、一定の成果を維持することができなかった。
また、近代化のスピードは多くの衝突を生んだ。1930年から1935年までの近代化のペースは異常なまでに早く、さまざまな反乱や暴力沙汰が発生した。エチオピアの伝統というものはすぐ近代化できるほど単純ではなかったわけである。その複雑な伝統を無理やり変えようとしたため、多くの反感を買った。以下、エチオピアの伝統とも呼べる制度を説明する。
半封建制的な国家の生産体制は、数世紀にわたってエチオピア帝国経済の大きな特徴であり続けた。最も重要な生産体制の基礎たる土地は、教会（25％以上）、ハイレ・セラシエ1世のような皇帝と後継者たち（20％）、封建領主（30％）、国家（18％）によって管理され、およそ2300万人もいたエチオピアの農民はわずか7％しか土地を保有していなかった。
土地を所有していない農民は小作制度のもとで、生産物の75％を地主に奪われた。18世紀末から19世紀初頭にかけては、農業は奴隷によって労働力を補うことが当たり前で、土地を持たない小作人は悲惨な生活を強いられていた。自発的に地主のもとで労働しない小作人は反逆者とみなされ、牢獄に入れられたり、鞭打たれたり、その他の処罰を受けた。
このような旧時代的な制度と近代化政策という政府の矛盾に、国民は「近代化政策をしているのに、実態は変わっていない」というイメージを抱いた。

### 反帝政感情の広がり

#### 反ハイレ・セラシエ1世の広まり
ハイレ・セラシエ1世は、1930年から発生したゴッジャムの税の過剰徴収（ゴッジャム総督であったラス・ハイルの失脚により判明）、1958年のウォロ県とティグライ県で発生した飢饉（ウォロ飢饉）、独裁的な土地の接収などが原因で、厳しい反発と否定的な世評に直面した（ハイレ・セラシエ1世に対する反対運動）。

#### クーデター未遂
そんな中、2人の人物が現れる。当時力を失っていた貴族のメンギストゥ・ネウェイとメンギストゥの弟でシダモ県知事であったゲルマメ・ネウェイである。ゲルマメはシダモ県で土地がない小作人の生活を見て、ハイレ・セラシエ1世に対して憎しみを持つようになった。
1960年12月13日、ハイレ・セラシエ1世がブラジルを公式訪問した後、ゲルマメ・ネウェイやメンギストゥ・ネウェイを主とする反帝政派によって、アディスアベバのグエネテ・レウル宮殿で軍事クーデター未遂事件が発生した（1960年エチオピアクーデター未遂事件）。クーデターは失敗したが、ムルゲタ・ブリら15名が殺害された。帝国は2人の兄弟に死刑を求刑した。
このクーデター未遂事件はハイレ・セラシエ1世治世に対する反対運動の原点となった。1965年2月、アディスアベバ大学の学生たちが「耕す者には土地を」というスローガンのもと、農地改革と農地の分配を求めてデモ行進を行った。その他多くの学生運動が発生したが、その学生のほとんどがマルクス・レーニン主義者であった。1960年代初頭のエリトリア独立戦争や、エチオピアのベール、ゴジャム、ティグライのいくつかの地域における武装抵抗などといった出来事が発生し、ハイレ・セラシエ1世政権は1970年代初頭頃には大きく弱体化していた。1972年の夏に発生した干ばつは、1年間もの間続き、深刻な被害をもたらしたが、ハイレ・セラシエ1世政権はそれを隠蔽した。これにより更に批判は集中した。
このような事態であっても、エチオピア帝国で上位の役職についていた人は「戦争でも起きない限り帝国は滅びることはない」と考えていた。この見解はより帝国の滅亡を早めることとなる。
帝国への不満は、エチオピア人民革命党（PRPE）と、農民反乱と学生の抗議に加えて、帝国体制に対する様々な抗議行動を主導したパネティオペ社会主義運動（MEISON）によって更に膨れ上がった。帝国の危機は第一次オイルショックによって引き起こされた原油高でさらに悪化し、深刻なハイパーインフレをもたらした。 

## 勃発

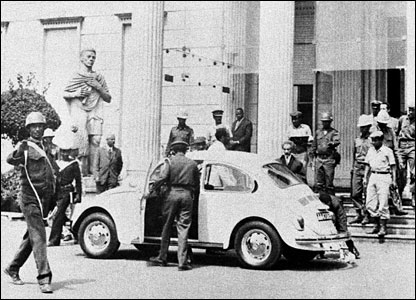
廃位され、宮殿から連行されるハイレ・セラシエ1世（1974年9月12日）

状況が悪化するにつれて、デモや暴動の鎮圧を担当していた軍の中でも不満は広がり、賃金の上昇を要求した。その中で反皇帝勢力が軍でも増え始めていた。
1974年1月12日、エチオピア軍兵士がネジェレ・ボレナで将校に対する反乱を起こした。一般的にこれを革命の始まりとする。1974年2月、1974年2月、低賃金とエリトリア独立戦争による疲弊を原因として軍で反乱が起きた。革命を行っていた時期、エチオピア帝国国内に多くのアメリカ人がおり、革命に支障をきたす可能性があるため午後10時から午前6時にかけて外出禁止と通告していた。
1974年6月、後に「デルグ」と呼ばれることになる「空軍・警察・領土軍」が設立された。わずか3ヵ月足らずで、エンデルカチュ・マコンネン内閣を倒せるほどの急成長を遂げた。このような様子は「忍び寄るクーデター」と揶揄された。前述のようにフランス革命を模範としていると考えられていたのに、それよりはるかに早く革命が進んでいたのである。理論的には毛沢東思想における人民戦争理論の影響を受けている。 
王室もこれらの革命への対応を急かされた。9月10日、対策会議が行われた。この会議では7つの代替案が提出された。以下の7つである。 
- 王室を維持し、内閣内外の敵を排除する。
- 王室を維持し、内閣を新内閣に交代させる。
- 王室を維持し、文民と軍の合同内閣を樹立する。
- 王室が持つ権力を一時的に空軍・警察・領土軍に渡し、国家の改善に勤しませる。
- 王室と内閣の持つ権力を空軍・警察・領土軍に渡す。
- 王室と内閣を無くし、民主政府を新しく設置する。

しかし、会議の結果は1974年9月12日まで発表されなかった。
しかし、それでも不満は収まらなかった。9月11日、軍部はウォロ飢饉のドキュメンタリー映画を公演し、ハイレ・セラシエ1世は同日起訴された。翌日9月12日、左派の陸軍下級将校によって結成された政治委員会であるデルグは、皇帝と帝国政府を打倒し、独裁的な軍事政権に移行した。11月23日、皇族・帝政時代の閣僚と政府高官を処刑した。翌1975年3月21日、マルクス・レーニン主義を公式イデオロギーとして採用したデルグは帝制を廃止し、エチオピアにおける社会主義国家を建設する過程としての臨時軍事行政評議会を樹立した。クーデター勃発時に国外にいた皇太子アスファ・ウォッセンはそのままロンドンに亡命したが、ハイレ・セラシエ1世をはじめとして、イジガエフ皇女やテナグネウォルク皇女といった革命勃発時にエチオピアに居住していたソロモン家の皇族の多くが拘留・投獄された。8月27日、アディスアベバのジュビリー宮殿に拘禁されていたハイレ・セラシエ1世は謎の多い状況下で死去した。
他、その後2つの布告を発布し、半封建制を廃止し、私有財産の国有化政策を実施した。ストライキ、無許可のデモや集会の開催、デルグの「エチオピアは一つ」「エチオピア第一」の原則に反する行為が禁止された。これらの民主主義とは程遠い政策は、元々民主主義を求めてエチオピア革命を先導した人々らの反感を買うこととなり、エチオピア内では民衆らによる独自の地域政権がいくつも誕生する。これらの革命後の政治の不安定さは、清教徒革命、アメリカ革命、フランス革命、ロシア革命でも見られる現象である。